# Уэйлетт, Джейми
Дже́йми Ма́йкл Уэ́йлетт (англ. Jamie Michael Waylett; 21 июля 1989, Килберн, Лондон, Англия, Великобритания) — бывший английский ребёнок-актёр. Наиболее известен ролью Винсента Крэбба в шести частях фильмов о Гарри Поттере.

## Биография
Джейми Майкл Уэйлетт родился 21 июля 1989 года в Килберне (Лондон, Англия, Великобритания).
Джейми снимался в кино 7 лет. За это время он успел появиться в шести частях фильмов о Гарри Поттере в роли Винсента Крэбба. Уэйлетт не смог принять участие в съёмках последней седьмой части, так как попал в тюрьму. Актёр был заснят в августе 2011 года одной из видеокамер в рядах нарушителей общественного порядка на улицах Лондона. В тот момент, когда Уэйлетт попал в кадр, в его руках находилась бутылка с зажигательной смесью. Пришедшие арестовать актёра полицейские были шокированы «плантациями» конопли, которую парень выращивал в своем доме для того, чтобы приготовить из неё марихуану.   
За участия в беспорядках в 2012 году актёр получил 2 года тюрьмы.